# ليك ألفريد
ليك ألفريد (بالإنجليزية: Lake Alfred)‏ هي مدينة أمريكية تقع في ولاية فلوريدا. تبلغ مساحة هذه المدينة 22.2 (كم²)،ويبلغ عدد سكانها 3890 نسمة حسب إحصاء سنة 2010 م 3890.تشير إحصاءات سنة 2000م بأن الكثافة السكانية في هذه المدينة تقدر بـ(175.2) نسمة/كم2 

## معرض صور

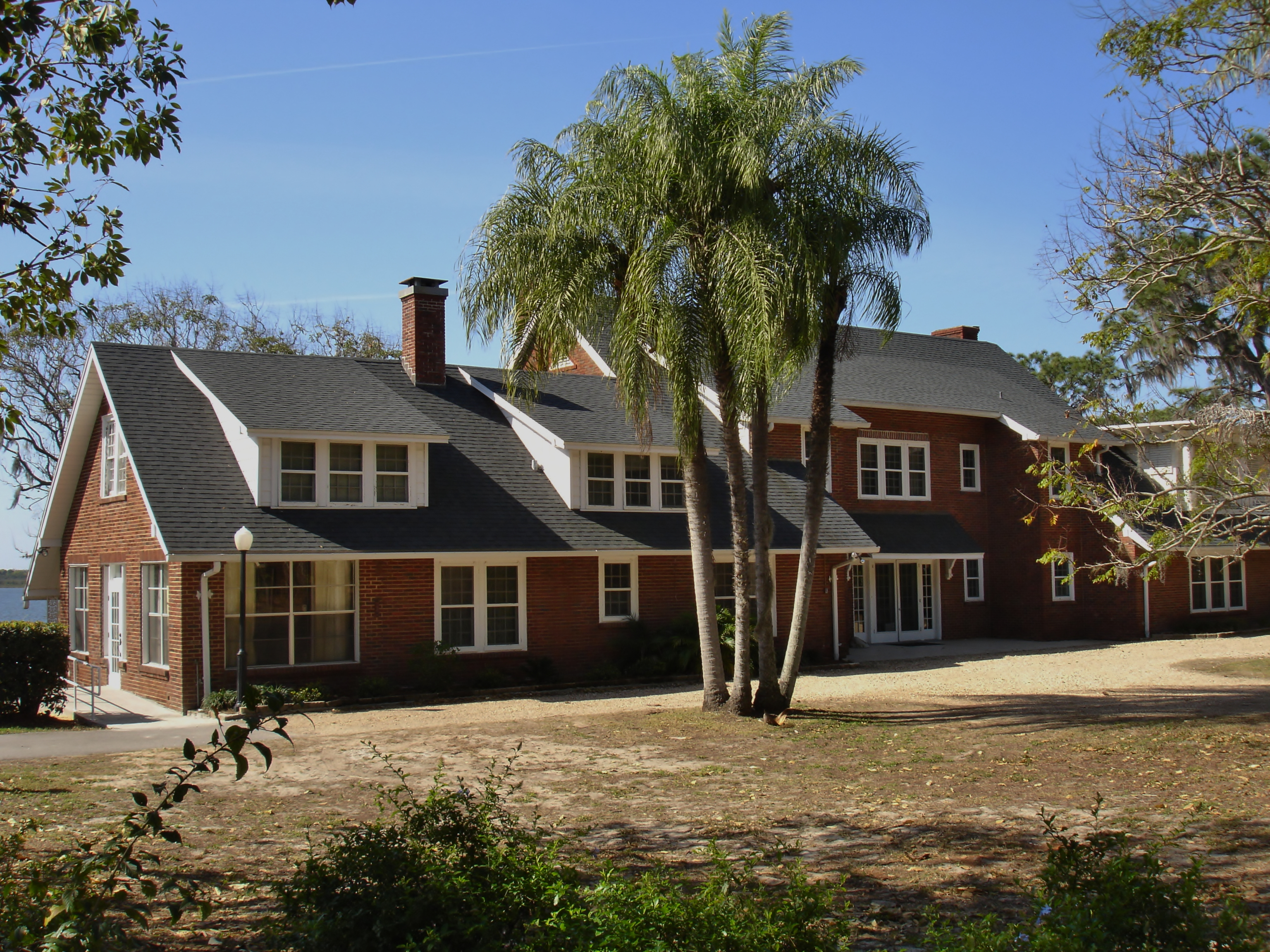
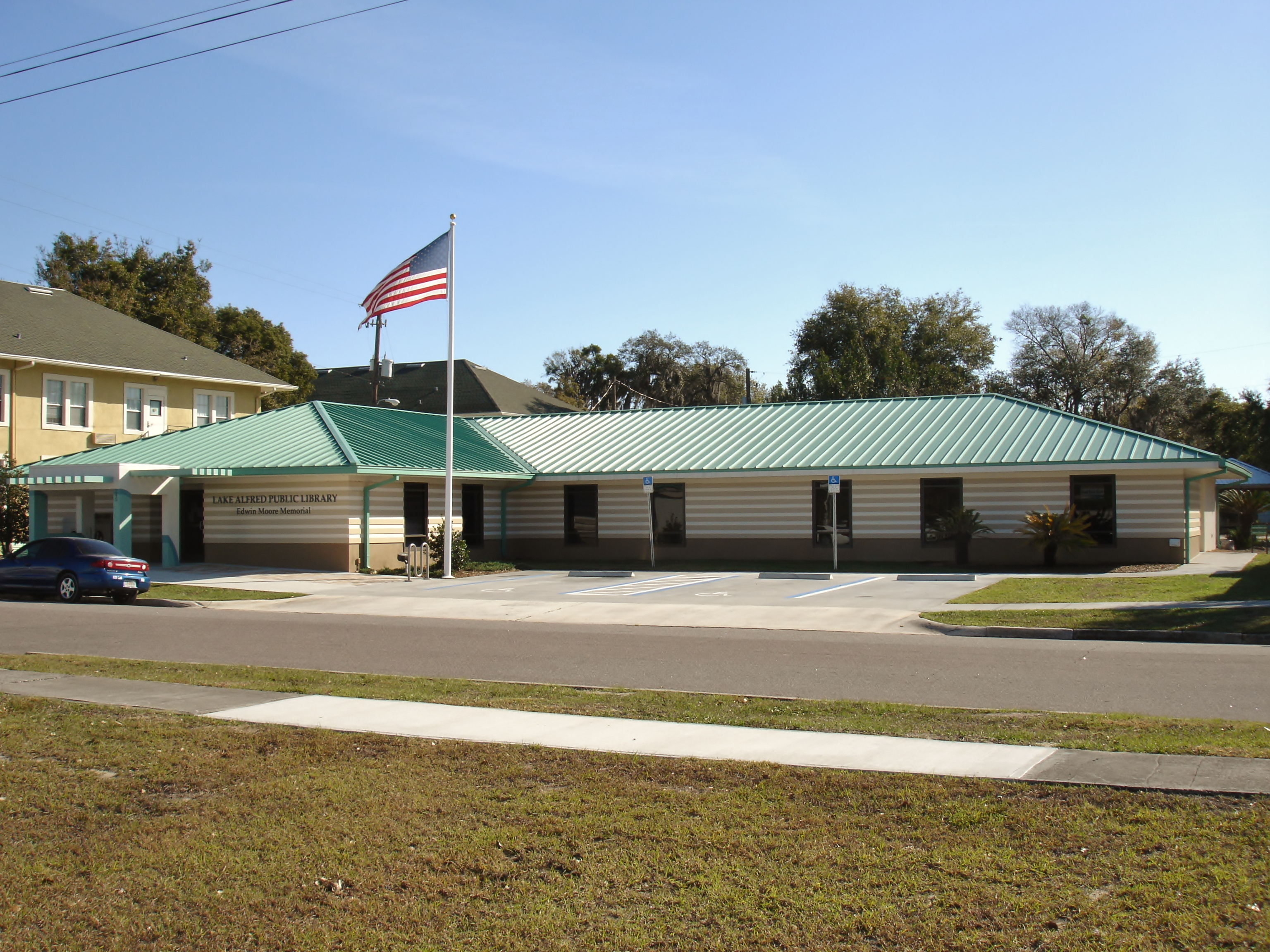
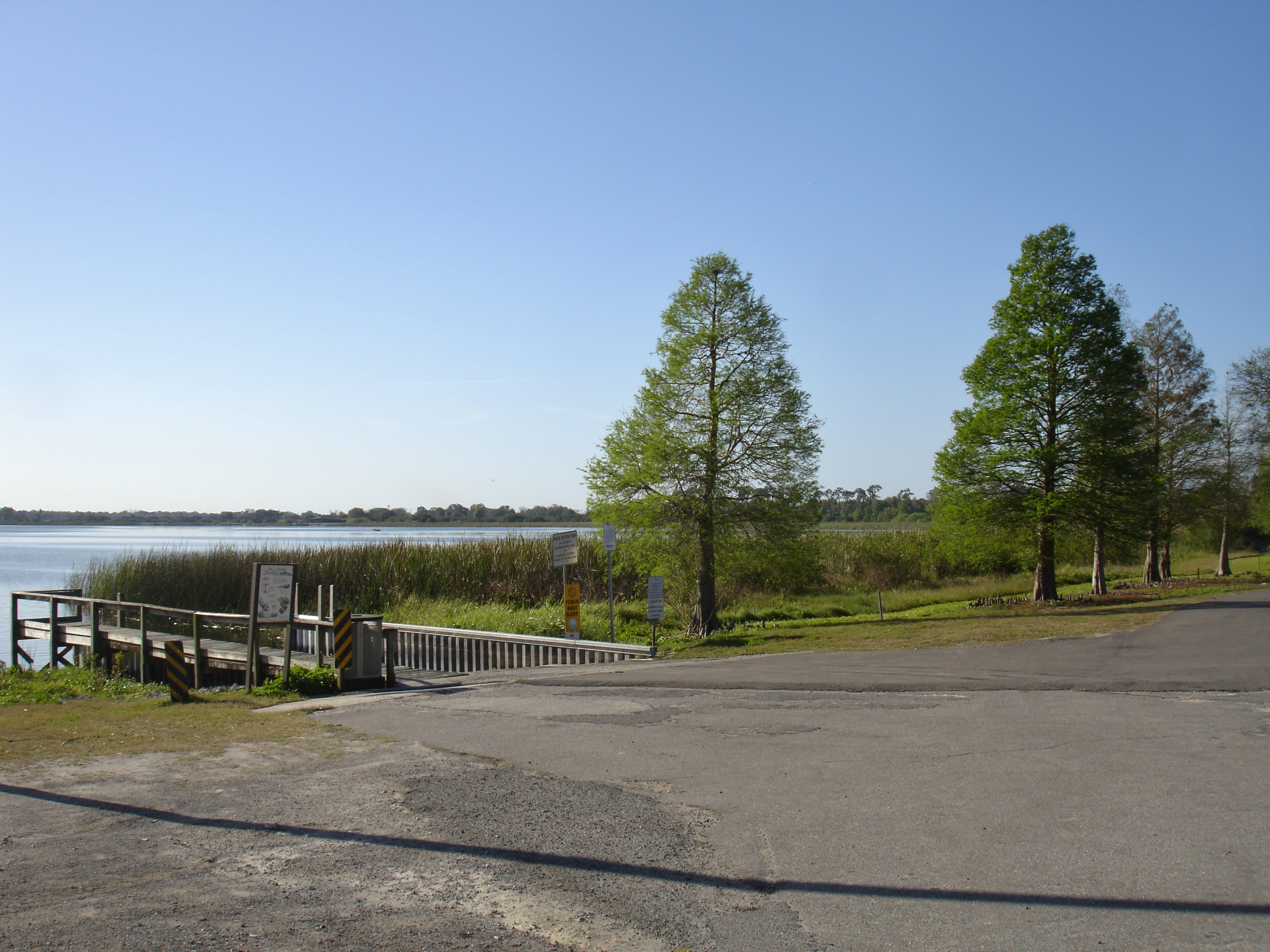